# 월리 골드

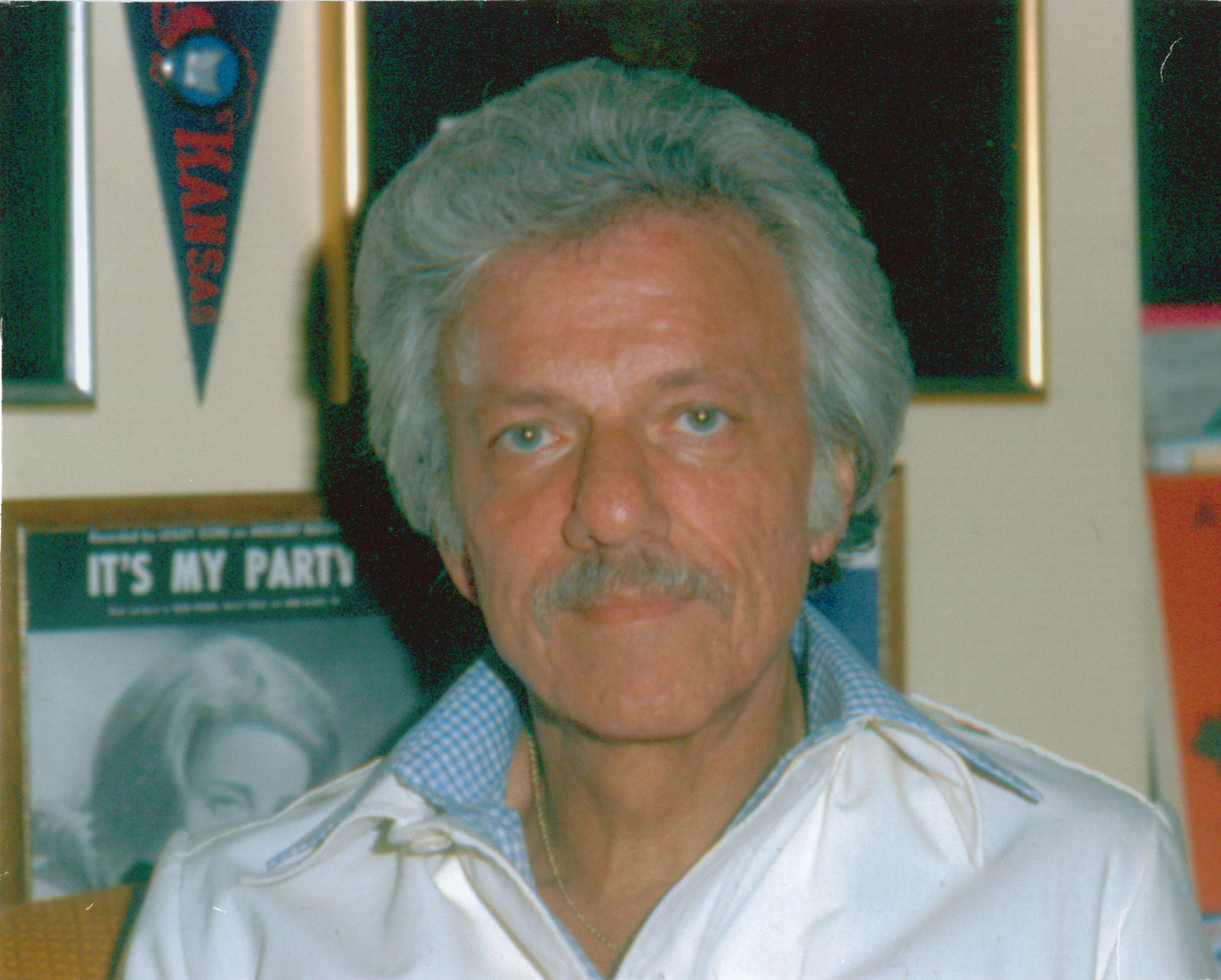
1981년경 커시너의 본인 사무소에서

월리 골드(Wally Gold, 1928년 5월 15일 ~ 1998년 6월 7일) 미국계 음악가, 가수, 작곡가, 음반 프로듀서, 음악사업 중역이다.

## 경력 및 사망
제2차 세계대전 당시 미 해군에 종군하여 색소폰 주자로 첫 연예했다. 일본에서 돌아온 그는 보스턴 대학에 진학, 가수 그룹 더 포 에스콰이어스를 창립했다. 1950년대 말 더 포 에스콰이어스와 순회공연도 다니고 히트곡도 〈Love Me Forever〉와 〈Hideaway〉로 두 장 낸다. 《페티 페이지 쇼》와 《에드 설리번 쇼》에서도 출연했다.
1960년경 골드는 에런 슈로더를 만나 엘비스 프레슬리의 1위 히트곡 〈It's Now or Never〉과 〈Good Luck Charm〉를 동반 작곡했다. 그동안 골드는 레슬리 고어의 1위 히트곡 〈It's My Party〉도 공동 작곡했다. 골드의 저작은 수다한 아티스트의 취입곡이 되어, 대표적인 것으로 듀언 에디의 최대 4위곡 〈Because They're Young〉, 진 피트니의 최대 12위곡 〈Half Heaven-Half Heartache〉와 〈Take Me Tonight〉, 냇 킹 콜은 물론이요, 폴 피터슨, 팻 분마저 녹음한 〈Time and the River〉 등이 있다. ASCAP 기록부에는 총 81개 곡의 작가로 등록되어 있다.
1960년대 중엽 컬럼비아 레코드로부터 하우스 프로듀서로 고용되어 토니 베넷, 제리 베일의 음반 및 바브라 스트라이샌드 1969년 음반 〈What About Today?〉 같은 음반을 프로듀싱한다.
1970년대 골드는 다른 회사로 전직, 돈 커시너의 음악사의 부회장 및 총관리자로 임명되었다. 이때 밴드 캔자스를 발굴하고 프로듀싱했다. 그 밖의 프로젝트도 술술 성공시켰는데, TV게임쇼 《뮤지컬 체어스》 및 폴 섀퍼와 그레그 에비건이 기용된 TV코미디 《어 이어 앳 더 톱》 따위가 해당된다.
음악사업계에서 퇴거한 뒤에는 여행사 직원으로 활동, 1998년 대장염으로 70세에 별세할 적까지 종사했다.

## 개인사
미국 뉴욕 시 브루클린 출신. 부인 및 두 자녀와 뉴저지주 티넥으로 이주한 뒤 딸 한 명이 더 생겼다. 다섯 손주를 거느렸었다.